# Sthenias pascoei
Sthenias pascoei är en skalbaggsart som beskrevs av Conrad Ritsema 1888. Sthenias pascoei ingår i släktet Sthenias och familjen långhorningar. Inga underarter finns listade i Catalogue of Life.